# Lijst van burgemeesters van Zaanstad
Dit is een lijst van burgemeesters van de Nederlandse gemeente Zaanstad in de provincie Noord-Holland vanaf het ontstaan in 1974.

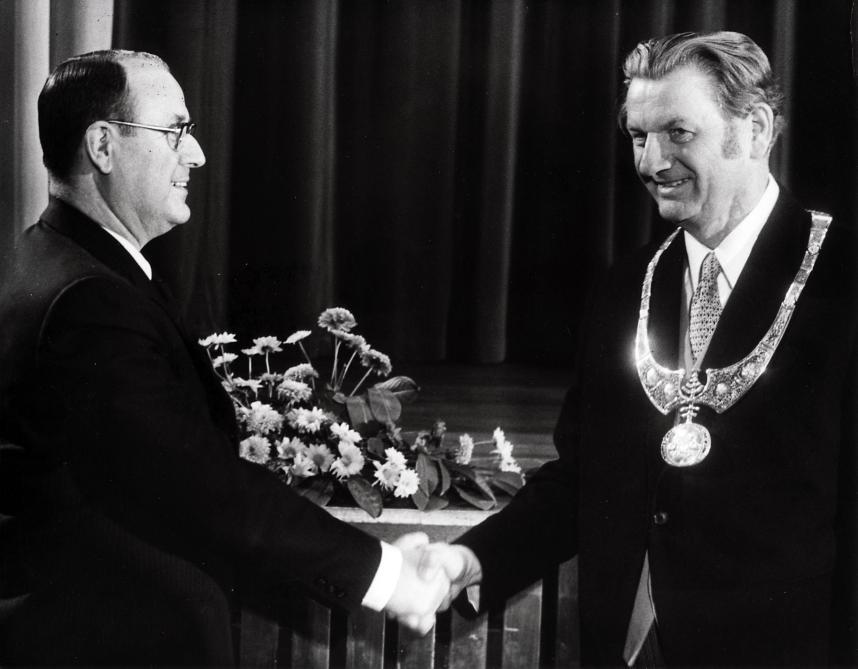
Commissaris van de Koningin Kranenburg (links) tijdens de installatie van Reint Laan als burgemeester van Zaanstad (1974)

| Ambtsperiode                     | Naam burgemeester                 | Leven     | Partij of stroming | Bijzonderheden                                              |
| -------------------------------- | --------------------------------- | --------- | ------------------ | ----------------------------------------------------------- |
| januari 1974 - april 1979        | Reint (R.) Laan                   | 1914-1993 | PvdA               |                                                             |
| 1979 - 1989                      | Arie (A.J.) Lems                  | 1928-2003 | PvdA               |                                                             |
| 1989 - 1991                      | Drs. Hans George (H.G.) Ouwerkerk | *1941     | PvdA               | Was burgemeester van Emmen, werd burgemeester van Groningen |
| 1992 - 30 augustus 1996          | Hannie (J.) Bruinsma-Kleijwegt    | 1936-2021 | PvdA               |                                                             |
| 1 september 1996 - 16 maart 1997 | Theo (T.) Quené                   | 1930-2011 | PvdA               | Waarnemend burgemeester                                     |
| maart 1997 - juni 2004           | Ruud (R.L.) Vreeman               | *1947     | PvdA               |                                                             |
| juli 2004 - januari 2005         | Hans (J.C.) Kombrink              | *1946     | PvdA               | Waarnemend burgemeester                                     |
| januari 2005 - september 2005    | Henry (H.M.) Meijdam              | *1961     | VVD                |                                                             |
| oktober 2005 - april 2006        | Jan (J.H.H.) Mans                 | 1940-2021 | PvdA               | Waarnemend burgemeester                                     |
| april 2006 - april 2007          | Tonny (A.G.M.) Vondervoort        | *1950     | PvdA               | Waarnemend burgemeester                                     |
| mei 2007 - 30 september 2007     | Wim (W.J.A.) Dijkstra             | *1946     | PvdA               | Waarnemend burgemeester                                     |
| 1 oktober 2007 - 1 december 2016 | Geke (G.) Faber                   | *1952     | PvdA               | [ 1 ] [ 2 ]                                                 |
| 1 december 2016 - september 2017 | Ruud (R.L.) Vreeman               | *1947     | PvdA               | waarnemend burgemeester                                     |
| 27 september 2017 - heden        | Jan (J.) Hamming                  | *1966     | PvdA               | [ 5 ] [ 6 ]                                                 |